# Liste der Listed Buildings auf Lewis and Harris
Die Liste der Listed Buildings auf Lewis and Harris sammelt sämtliche Baudenkmäler auf der schottischen Hebrideninsel Lewis and Harris. Die Bauwerke sind anhand der Kriterien von Historic Scotland in die Kategorien A (nationale oder internationale Bedeutung), B (regionale oder mehr als lokale Bedeutung) und C (lokale Bedeutung) eingeordnet. Derzeit gibt es auf Lewis and Harris sieben Denkmäler aus der Kategorie A, 53 aus der Kategorie B und 32 aus der Kategorie C.

## Denkmäler
| Name                                    | Typ                | Lage                                           | Kategorie | Eintrag | Bild                                    |
| --------------------------------------- | ------------------ | ---------------------------------------------- | --------- | ------- | --------------------------------------- |
| Barvas Parish Church                    | Kirche             | Barvas 58° 21′ 12,3″ N, 6° 30′ 56,2″ W         | B         | 5762    | Barvas Parish Church                    |
| Barvas Free Church                      | Kirche             | Barvas 58° 20′ 55″ N, 6° 31′ 32,6″ W           | C         | 5763    | Barvas Free Church                      |
| Barvas Lodge                            | Gaststätte         | Barvas 58° 20′ 58,3″ N, 6° 31′ 12,6″ W         | C         | 5764    |                                         |
| Walknochenbogen                         | Tor                | Bragar 58° 20′ 3,1″ N, 6° 37′ 43,3″ W          | B         | 5767    | Walknochenbogen                         |
| Butt of Lewis Lighthouse                | Leuchtturm         | Butt of Lewis 58° 30′ 56,3″ N, 6° 15′ 40,2″ W  | A         | 5768    | Butt of Lewis Lighthouse                |
| Cross Church                            | Kirche             | Cross 58° 28′ 26,4″ N, 6° 16′ 46,1″ W          | B         | 5769    | Cross Church                            |
| Pfarrhaus der Cross Church              | Pfarrhaus          | Cross 58° 28′ 50,7″ N, 6° 17′ 8,4″ W           | B         | 5770    |                                         |
| Shieling in Cuiashader 1                | Wohngebäude        | Cuiashader 58° 26′ 39,4″ N, 6° 12′ 13,8″ W     | B         | 5771    |                                         |
| Shieling in Cuiashader 2                | Wohngebäude        | Cuiashader 58° 26′ 35,5″ N, 6° 12′ 23,3″ W     | B         | 5772    |                                         |
| Shieling in Cuiashader 3                | Wohngebäude        | Cuiashader 58° 26′ 33,8″ N, 6° 12′ 41,7″ W     | B         | 6598    |                                         |
| Shieling in Cuiashader 4                | Wohngebäude        | Cuiashader 58° 26′ 34,3″ N, 6° 13′ 4,1″ W      | B         | 6599    |                                         |
| Shieling in Cuiashader 5                | Wohngebäude        | Cuiashader 58° 26′ 33,7″ N, 6° 13′ 1,2″ W      | B         | 6600    |                                         |
| Dell Mill                               | Mühle              | South Dell 58° 28′ 5,6″ N, 6° 18′ 14,6″ W      | B         | 6601    | Dell Mill                               |
| Pfarrhaus von Dell                      | Pfarrhaus          | South Dell 58° 28′ 1,8″ N, 6° 18′ 25,3″ W      | C         | 6602    | Pfarrhaus von Dell                      |
| St Moluag’s Church                      | Kirche             | Eoropie 58° 30′ 13,3″ N, 6° 15′ 36,9″ W        | A         | 6603    | St Moluag’s Church                      |
| Shawbost Free Church                    | Kirche             | Shawbost 58° 19′ 38,2″ N, 6° 40′ 20,2″ W       | C         | 6604    | Shawbost Free Church                    |
| Steinplattenbrücke von Shawbost         | Brücke             | Shawbost 58° 19′ 53,9″ N, 6° 40′ 56,3″ W       | B         | 6605    |                                         |
| Shawbost Bridge                         | Brücke             | Shawbost 58° 19′ 19,3″ N, 6° 41′ 7,1″ W        | C         | 6606    |                                         |
| Alte Kirche von Shawbost                | Kirchengebäude     | Shawbost 58° 19′ 15,3″ N, 6° 41′ 16,2″ W       | C         | 6607    |                                         |
| Gebäude am West Loch Pier               | Geschäftsgebäude   | Tarbert 57° 54′ 0,1″ N, 6° 48′ 51,9″ W         | C         | 12602   |                                         |
| West Loch Pier                          | Hafenanlage        | Tarbert 57° 54′ 1,3″ N, 6° 48′ 58,5″ W         | C         | 12604   | West Loch Pier                          |
| Tor von Amhuinnsuidhe Castle            | Tor                | Cliasamol 57° 57′ 48″ N, 6° 59′ 42,4″ W        | B         | 12746   |                                         |
| Torhaus von Amhuinnsuidhe Castle        | Tor                | Cliasamol 57° 57′ 42,2″ N, 6° 59′ 31,2″ W      | B         | 12747   | Torhaus von Amhuinnsuidhe Castle        |
| Zwinger von Amhuinnsuidhe Castle        | Wirtschaftsgebäude | Cliasamol 57° 57′ 46,6″ N, 6° 59′ 41,9″ W      | C         | 12748   |                                         |
| Boothaus von Amhuinnsuidhe Castle       | Wirtschaftsgebäude | Cliasamol 57° 57′ 53,2″ N, 6° 59′ 51,1″ W      | B         | 12749   |                                         |
| Manish School                           | Schulgebäude       | Manish 57° 48′ 5,7″ N, 6° 52′ 1,2″ W           | B         | 12750   | Manish School                           |
| Horsacleit                              | Jagdsitz           | Meavaig 57° 51′ 52,8″ N, 6° 49′ 22,9″ W        | B         | 12752   | Horsacleit                              |
| Manish Free Church                      | Kirche             | Manish 57° 47′ 52,7″ N, 6° 52′ 48″ W           | B         | 12754   | Manish Free Church                      |
| Pfarrhaus der Manish Free Church        | Pfarrhaus          | Manish 57° 47′ 52,3″ N, 6° 52′ 46,7″ W         | C         | 12755   |                                         |
| Aline Bridge                            | Brücke             | Ardvourlie 58° 0′ 28,4″ N, 6° 45′ 10,4″ W      | C         | 12766   | Aline Bridge                            |
| Amhuinnsuidhe Castle                    | Herrenhaus         | Cliasamol 57° 57′ 41,2″ N, 6° 59′ 25,9″ W      | A         | 12767   | Amhuinnsuidhe Castle                    |
| Scarista House                          | Pfarrhaus          | Scarista 57° 49′ 29,7″ N, 7° 2′ 29,7″ W        | B         | 12863   | Scarista House                          |
| Tarbert Church                          | Kirche             | Tarbert 57° 53′ 49,2″ N, 6° 47′ 45,8″ W        | C         | 12864   | Tarbert Church                          |
| Pfarrhaus von Tarbert                   | Pfarrhaus          | Tarbert 57° 53′ 49,6″ N, 6° 47′ 50,2″ W        | C         | 12865   |                                         |
| Tarbert Free Presbyterian Church        | Kirche             | Tarbert 57° 53′ 53,5″ N, 6° 47′ 49,6″ W        | B         | 12866   | Tarbert Free Presbyterian Church        |
| Tarbert Primary School                  | Schulgebäude       | Tarbert 57° 54′ 4,3″ N, 6° 48′ 46″ W           | B         | 12867   |                                         |
| Wasserturm von Leverburgh               | Wasserturm         | Leverburgh 57° 46′ 31,5″ N, 7° 1′ 31,6″ W      | B         | 12906   | Wasserturm von Leverburgh               |
| Wasserspeicher von Leverburgh           | Wasserspeicher     | Leverburgh 57° 46′ 4,5″ N, 7° 1′ 9,7″ W        | B         | 12907   | Wasserspeicher von Leverburgh           |
| Speichergebäude von Rodel               | Speicher           | Rodel 57° 44′ 30,8″ N, 6° 57′ 56,3″ W          | B         | 12908   | Speichergebäude von Rodel               |
| Rodel Harbour                           | Hafen              | Rodel 57° 44′ 16,4″ N, 6° 57′ 41,5″ W          | B         | 12910   | Rodel Harbour                           |
| Rodel Hotel                             | Hotel              | Rodel 57° 44′ 17,6″ N, 6° 57′ 45,5″ W          | B         | 12911   | Rodel Hotel                             |
| St Clement’s Church                     | Kirche             | Rodel 57° 44′ 27,1″ N, 6° 57′ 47″ W            | A         | 12912   | St Clement’s Church                     |
| Achmore School                          | Schulgebäude       | Achmore 58° 10′ 19,7″ N, 6° 34′ 46,2″ W        | B         | 13327   |                                         |
| Arnish Point Lighthouse                 | Leuchtturm         | nahe Stornoway 58° 11′ 28,6″ N, 6° 22′ 13,4″ W | B         | 13328   | Arnish Point Lighthouse                 |
| Bonnie Prince Charlie Monument          | Denkmal            | nahe Stornoway 58° 11′ 0,5″ N, 6° 22′ 52,9″ W  | C         | 13329   |                                         |
| Lochs Free Church                       | Kirche             | Crossbost 58° 7′ 56,6″ N, 6° 26′ 23,1″ W       | B         | 13330   | Lochs Free Church                       |
| Pairc Free Church                       | Kirche             | Gravir 58° 3′ 10″ N, 6° 27′ 5″ W               | C         | 13331   | Pairc Free Church                       |
| Gravir School                           | Schulgebäude       | Gravir 58° 2′ 54,1″ N, 6° 26′ 19,1″ W          | B         | 13332   | Gravir School                           |
| Kinloch Parish Church                   | Kirche             | Laxay 58° 6′ 21,7″ N, 6° 32′ 50″ W             | C         | 13333   | Kinloch Parish Church                   |
| Leurbost Parish Church                  | Kirche             | Leurbost 58° 8′ 28,8″ N, 6° 26′ 56,8″ W        | C         | 13334   | Leurbost Parish Church                  |
| Planasker Primary School                | Schulgebäude       | Marvig 58° 5′ 7,4″ N, 6° 23′ 22,3″ W           | B         | 13335   | Planasker Primary School                |
| Scaristamore Parish Church              | Kirche             | Scarista 57° 49′ 26,7″ N, 7° 2′ 32,1″ W        | B         | 13488   |                                         |
| Bienenkorbhütte am Scalaval             | Wohngebäude        | Scalaval 58° 4′ 32,9″ N, 6° 52′ 1,9″ W         | B         | 18654   | Bienenkorbhütte am Scalaval             |
| Küstenhaus des Flannan Isles Lighthouse | Villa              | Breasclete 58° 13′ 5,8″ N, 6° 44′ 44,7″ W      | B         | 18655   | Küstenhaus des Flannan Isles Lighthouse |
| Tea Rooms                               | Gaststätte         | Callanish 58° 11′ 55,5″ N, 6° 44′ 42,3″ W      | B         | 18656   | Tea Rooms                               |
| Carloway Free Church                    | Kirche             | Carloway 58° 16′ 54,9″ N, 6° 46′ 7,4″ W        | B         | 18657   | Carloway Free Church                    |
| Blackhouse von Dun Carloway             | Wohngebäude        | Dun Carloway 58° 16′ 9,5″ N, 6° 47′ 36,3″ W    | C         | 18659   | Blackhouse von Dun Carloway             |
| Steinplattenbrücke von Dun Carloway     | Brücke             | Dun Carloway 58° 15′ 58,8″ N, 6° 48′ 2,1″ W    | B         | 18660   |                                         |
| Miavaig Church                          | Kirche             | Miavaig 58° 12′ 19,2″ N, 6° 57′ 39,3″ W        | C         | 18670   | Miavaig Church                          |
| Pfarrhaus von Aignish                   | Pfarrhaus          | Aignish 58° 12′ 14,8″ N, 6° 16′ 51″ W          | B         | 18671   |                                         |
| Garry Bridge                            | Brücke             | New Tolsta 58° 22′ 12,7″ N, 6° 13′ 24,2″ W     | B         | 18672   | Garry Bridge                            |
| Gress Lodge                             | Villa              | Gress 58° 17′ 37,9″ N, 6° 16′ 42,1″ W          | B         | 18674   | Gress Lodge                             |
| Knock Church                            | Kirche             | Garrabost 58° 13′ 16,6″ N, 6° 13′ 17,9″ W      | B         | 18675   |                                         |
| Knockgarry                              | Pfarrhaus          | Stornoway 58° 12′ 26,5″ N, 6° 21′ 41,4″ W      | C         | 18676   |                                         |
| Lews Castle                             | Herrenhaus         | Stornoway 58° 12′ 41,5″ N, 6° 23′ 39,9″ W      | A         | 18677   | Lews Castle                             |
| Porter’s Lodge                          | Tor                | Stornoway 58° 12′ 57,3″ N, 6° 23′ 12,9″ W      | B         | 18815   | Porter’s Lodge                          |
| Creed Lodge                             | Wohngebäude        | Stornoway 58° 12′ 20,1″ N, 6° 25′ 9,9″ W       | C         | 18816   |                                         |
| Marybank Lodge                          | Wohngebäude        | Stornoway 58° 12′ 59,4″ N, 6° 24′ 32,9″ W      | C         | 18817   |                                         |
| Matheson Bridge                         | Brücke             | Stornoway 58° 12′ 43,8″ N, 6° 23′ 32,9″ W      | B         | 18826   |                                         |
| Brücke nördlich von Lews Castle         | Brücke             | Stornoway 58° 12′ 43,6″ N, 6° 23′ 39,7″ W      | C         | 18827   |                                         |
| Sea Gate Lodge                          | Wohngebäude        | Stornoway 58° 12′ 36,3″ N, 6° 23′ 30,5″ W      | A         | 19206   | Sea Gate Lodge                          |
| Matheson Memorial                       | Denkmal            | Stornoway 58° 12′ 32,5″ N, 6° 23′ 49,2″ W      | B         | 19207   | Matheson Memorial                       |
| Black House von New Tolsta              | Wohngebäude        | New Tolsta 58° 21′ 8,7″ N, 6° 12′ 49,2″ W      | C         | 19208   |                                         |
| Tiumpan Head Lighthouse                 | Leuchtturm         | Portvoller 58° 15′ 39,2″ N, 6° 8′ 19,4″ W      | C         | 19209   | Tiumpan Head Lighthouse                 |
| Friedhof der St Columba’s Church        | Friedhof           | Aignish 58° 12′ 24,8″ N, 6° 17′ 0,4″ W         | A         | 19210   | Friedhof der St Columba’s Church        |
| Lewis War Memorial                      | Denkmal            | Stornoway 58° 13′ 18,8″ N, 6° 24′ 1,1″ W       | B         | 19211   | Lewis War Memorial                      |
| Garenin Blackhouse Village              | Dorf               | Carloway 58° 17′ 47,2″ N, 6° 47′ 33,3″ W       | B         | 19265   | Garenin Blackhouse Village              |
| Garynahine Lodge                        | Jagdsitz           | Garynahine 58° 11′ 12,7″ N, 6° 42′ 6,9″ W      | B         | 19266   |                                         |
| Zwinger der Garynahine Lodge            | Wirtschaftsgebäude | Linshader 58° 10′ 21,1″ N, 6° 44′ 13,2″ W      | B         | 19267   |                                         |
| 4 Linshader                             | Villa              | Linshader 58° 11′ 16″ N, 6° 44′ 50,2″ W        | C         | 19268   |                                         |
| Alte Schule von Lochcroistean           | Schulgebäude       | Loch Croistean 58° 10′ 4,1″ N, 6° 54′ 44,2″ W  | B         | 19269   | Alte Schule von Lochcroistean           |
| Miavaig Bridge                          | Brücke             | Miavaig 58° 12′ 12,8″ N, 6° 57′ 54,2″ W        | B         | 19270   | Miavaig Bridge                          |
| 11a Reef                                | Villa              | Reef 58° 12′ 20,8″ N, 6° 55′ 13,2″ W           | C         | 19271   | 11a Reef                                |
| Uig Parish Church                       | Kirche             | Timsgarry 58° 11′ 55″ N, 7° 1′ 6,6″ W          | B         | 19272   | 11a Reef                                |
| Pfarrhaus der Uig Parish Church         | Pfarrhaus          | Timsgarry 58° 11′ 42,3″ N, 7° 1′ 30,2″ W       | C         | 19273   | Pfarrhaus der Uig Parish Church         |
| Uig Lodge                               | Jagdsitz           | Timsgarry 58° 11′ 21″ N, 7° 0′ 49,2″ W         | B         | 19274   | Uig Lodge                               |
| Ardvourlie Castle                       | Jagdsitz           | Ardvourlie 57° 59′ 41,5″ N, 6° 45′ 29,8″ W     | B         | 49675   | Ardvourlie Castle                       |
| Tarbert Stores                          | Geschäftsgebäude   | Tarbert 57° 53′ 51,4″ N, 6° 47′ 55,1″ W        | C         | 50799   | Tarbert Stores                          |
| 9a Quidinish                            | Wohngebäude        | Quidinish 57° 46′ 49″ N, 6° 54′ 2,2″ W         | B         | 50800   |                                         |
| Meavaig Mill                            | Mühle              | Meavaig 57° 52′ 0,5″ N, 6° 48′ 16,8″ W         | C         | 50801   |                                         |
| 1 Flodabay                              | Wohngebäude        | Flodabay 57° 47′ 49,3″ N, 6° 53′ 1,3″ W        | C         | 50802   | 1 Flodabay                              |
| Tong Farmhouse                          | Bauernhaus         | Tong 58° 14′ 21,1″ N, 6° 21′ 8,1″ W            | C         | 50803   |                                         |

- Karte mit allen Koordinaten:
- OSM |
- WikiMap